# Mike Clifford
Mike Clifford (ur. 5 listopada 1943) – amerykański wokalista, autor piosenek i aktor

## Życiorys
Mike Clifford urodził się w Los Angeles w Kalifornii. Jego ojciec Cal Clifford był profesjonalnym trębaczem. Mike wkrótce zainteresował się muzyką i zaczął brać lekcje śpiewu. Przez 15 lat występował w lokalnych klubach w Los Angeles. Podpisał kontrakt z Liberty Records w 1959 roku. Nagrał swój pierwszy singiel pod tytułem "Should I", potem podpisał kontrakt z Columbia Records. Zagrał w kilku filmach, m.in. Village of the Giants, Władca Pierścieni (film 1978), Sekstet.